# Victor Putmans
Victor Putmans, indicato da molte fonti con il nome di Georges Putmans (Namur, 29 maggio 1914 – Marchin, 12 novembre 1989), è stato un calciatore belga, di ruolo centrocampista.